# Instituto Socioambiental
O Instituto Socioambiental (ISA)  é uma organização não governamental brasileira fundada em 22 de abril de 1994. Seu objetivo é desenvolver soluções que protejam os territórios dos povos indígenas, quilombolas e extrativistas, bem como defender seu patrimônio cultural, seus direitos sociais, coletivos e difusos e sua visibilidade política.
Desde 2001, o Instituto Socioambiental é reconhecido como uma Organização da Sociedade Civil de Interesse Público. Sua sede está localizada na cidade de São Paulo, com escritórios regionais em Brasília (DF), Manaus (AM), Boa Vista (RR), São Gabriel da Cachoeira (AM), Canarana (MT), Eldorado (SP) e Altamira (PA).
O ISA foi criado a partir da fusão do Centro Ecumênico de Documentação e Informação (CEDI) com o Núcleo de Direitos Indígenas (NDI). Tornou-se referência no Brasil e no exterior por sua atuação em defesa dos direitos indígenas. Seus fundadores incluem importantes nomes da antropologia brasileira, como Márcio Santilli, Carlos Alberto Ricardo, Eduardo Viveiros de Castro e Isabelle Vidal Giannini.
Entre os exemplos de sua atuação, destaca-se a campanha que possibilitou o retorno do povo Panará ao seu território tradicional, após a remoção forçada causada pela construção de uma rodovia na década de 1970.
No Parque Indígena do Xingu, o ISA apoiou a criação de programas de educação bilíngue e a elaboração de materiais pedagógicos nas línguas indígenas. Outro projeto de grande alcance foi o reconhecimento oficial das Terras Indígenas do Alto Rio Negro, no noroeste da Amazônia, em parceria com a Federação das Organizações Indígenas do Rio Negro.
Ao longo de sua trajetória, o ISA recebeu diversos prêmios em reconhecimento ao seu trabalho:
- Em 2013, recebeu do Instituto do Patrimônio Histórico e Artístico Nacional (IPHAN) o Prêmio Rodrigo Melo Franco de Andrade pelo site Povos Indígenas no Brasil, que valoriza e divulga a diversidade dos povos indígenas e seu patrimônio cultural.[9]
- Em 2021, foi laureado com o Prêmio de Direitos Humanos da União Europeia pelas ações junto a povos indígenas, quilombolas e ribeirinhos no combate à pandemia de COVID-19 e suas consequências sociais e econômicas.[10]
- Em 2023, recebeu o Prêmio Raymundo Magliano Filho, do Instituto Norberto Bobbio, em reconhecimento a trabalhos que contribuem para a ampliação da participação cidadã.[11]

Em 22 de abril de 2024, o ISA celebrou seu 30º aniversário com o lançamento de um selo comemorativo intitulado "ISA 30 anos - Socioambiental se escreve junto", simbolizando sua trajetória de luta em defesa da diversidade socioambiental e dos direitos dos povos indígenas e comunidades tradicionais. 
Entre 22 de junho e 25 de agosto, foi realizada a exposição "ISA 30 anos - Por um Brasil Socioambiental", no Museu A CASA do Objeto Brasileiro, em São Paulo. A mostra apresentou materiais audiovisuais, objetos de arte indígena e mais de 100 fotografias que narram a história do socioambientalismo no Brasil, celebrando as três décadas de atuação do instituto.